# Don "Red" Barry
Don "Red" Barry (11 de enero de 1912 - 17 de julio de 1980) fue un actor cinematográfico estadounidense que consiguió su apodo de "Red" tras ser el primero en interpretar el personaje de Red Ryder en el filme  de 1940 Adventures of Red Ryder.

## Biografía
Nacido en Houston, Texas, su verdadero nombre era Donald Barry De Acosta. Antes de dedicarse a la actuación, en sus tiempos de estudiante, Barry había sido jugador de fútbol americano. En su momento de máxima celebridad gracias a Red Ryder, se casó con la actriz de cine de serie B Peggy Stewart. Con respecto a su personaje de Red Ryder, el mismo fue interpretado posteriormente por "Wild Bill" Elliott y Allan Lane. Gracias a Red Ryder, Barry pudo trabajar en proyectos de mayor presupuesto, aunque sin llegar a alcanzar la fama conseguida con la serie.
En la década de 1950 Barry era un actor secundario, y no interpretaba primeros papeles en los westerns; un ejemplo bastante típico de su trabajo era el pistolero vestido de negro en un episodio de 1961 de la serie televisiva Maverick, con Jack Kelly y Buddy Ebsen, llamado "Last Stop: Oblivion." El 13 de enero de 1965 actuó en el episodio final de la serie de corta vida Mickey, protagonizada por Mickey Rooney. Barry también hizo un papel secundario en Shalako en 1968, con Sean Connery. Además de éste, interpretó papeles de reparto en docenas de programas televisivos, particularmente westerns. Así mismo, intervino en al menos cinco episodios de la serie de Michael Landon  Little House on the Prairie como el prejuicioso señor Larabee.
Don “Red” Barry se suicidó en 1980 en Hollywood, California. Fue enterrado en el Cementerio Forest Lawn Memorial Park de Los Ángeles, California.